# Andania (bướm đêm)
Andania là một chi bướm đêm thuộc họ Geometridae.